# Siegel Minnesotas
Das Siegel des US-Bundesstaates Minnesota stammt aus dem Jahr 2023 und wurde 2024 amtlich eingeführt.
Im Mai 2023 wurde kraft Gesetzes die State Emblems Redesign Commission (SERC) ins Leben gerufen, die das Ziel hatte, Vorschläge für ein neues Staatssiegel und eine neue Staatsflagge für Minnesota zu entwickeln und bis spätestens zum 1. Januar 2024 der Gesetzgebung und dem Gouverneur vorzulegen. Dazu rief die Kommission die Öffentlichkeit auf, bis zum 30. Oktober 2023 Entwürfe für Flagge und Siegel einzureichen. Am 7. November 2023 veröffentlichte die Kommission 2123 Vorschläge für eine neue Staatsflagge und 398 für ein neues Staatssiegel. Dabei wurden jedoch manche Flaggenentwürfe als Vorschläge für das zukünftige Staatssiegel eingereicht und umgekehrt. Der weitere Prozess sah vor, dass die Mitglieder der Kommission individuell bis zu 25 Entwürfe für jeweils Siegel und Flagge auswählten. Am 21. November 2023 wurden diese ausgewählten Entwürfe in ausgedruckter Form in der ersten Präsenzsitzung der Kommission unter Zulassung der Öffentlichkeit weiter diskutiert. Daraus wurden von der Kommission sechs finale Entwürfe für die Flagge sowie fünf Entwürfe für das Siegel auserkoren, aus denen schließlich die endgültige Beschlussvorlage hervorgehen soll.

## Gestaltung
Das aktuelle Siegel, das im Jahr 2023 ausgewählt wurde, fügt sich in die Reihe von Staatssymbolen in einem traditionellen runden Design ein, mit einem Schriftzug in einem äußeren Kreis, der von einer Reihe goldener Rechtecke umgeben ist, und einer Sammlung von Staatssymbolen und anderen Symbolen (z. B. ein Eistaucher) im inneren Kreis. Es gibt offizielle Versionen in Farbe und Schwarzweiß. Die Farben Hellblau, Dunkelblau und Weiß finden sich auch auf der neuen Staatsflagge wieder. 

Der Wahlspruch Mni Sota Makoce entstammt der Sprache der Dakota für ihr Heimatland. Übersetzt bedeutet der Name „Land, in dem das Wasser die Wolken widerspiegelt“.

## Alte Staatssiegel

1861–1983
1983–2024

Das Staatssiegel, das 1983 eingeführt wurde, geht aber auf die frühere Version aus dem Jahr 1861 zurück.
In einem Spruchband wird auf Französisch das Motto des Bundesstaates angegeben:
„L'Étoile du Nord“
„Der Stern des Nordens“
Die Zahl 1858 gibt das Gründungsjahr des Bundesstaates an.
Die hinter einer angedeuteten Grasfläche aufgehende Sonne symbolisiert die großen Ebenen des Staates. Es werden ein pflügender Bauer und ein reitender Indianer dargestellt. Der Indianer steht für das indianische Erbe. Speer, Axt, Gewehr, Pulverbüchse und Pflug sind Werkzeuge der Pionierzeit. Der Baumstumpf deutet die Holzindustrie der Region an, während der Mississippi und die St. Anthony Falls auf die Bedeutung des Wassers für Transport und Energiegewinnung hinweisen.
Das bebaute Feld versinnbildlicht die Landwirtschaft Minnesotas.
Die drei Bäume (Pinus resinosa) stehen für den Staatsbaum und die drei großen Waldgebiete St. Croix, Mississippi und Oberer See.